# Hemlighuset
Hemlighuset är en buskis-fars med Stefan & Krister från 1996. Farsen var duons första teateruppsättning på Vallarnas friluftsteater, hade premiär den 29 juni 1996 och spelades fram till våren 1997. Krister bearbetade manuset och regisserade föreställningen, men hade hjälp med regin av Anders Albien. Inför premiären spelades farsen in på TV/film inför studiopublik.

## Handling
Den försupne TEKO-direktören Ludvig "Ludde" Olsson har inte bara problem med sin argsinta fru Inez och 100 000 osålda kalasbyxor – han är dessutom skyldig 50 000 kronor till den sjungande dansösen Marlyn, men han är pank. Privatdetektiv Knut Gribb anlitas för att lösa problemet, men han är mest intresserad av att sälja en post aktier till honom.
Mitt i denna röra vill Svante Tonefjun fria till Bettan, Ludvigs och Inez dotter. Då dyker postorder-kungen Pelle Blomberg upp för att fria, han också, och farsen är ett faktum.

## Rollista
| Stefan Gerhardsson | – Svante Tonefjun alias Direktör Svantesson                   |
| Krister Claesson   | – Direktör Ludvig "Ludde" Olsson alias Betjänt "Jean" Jansson |
| Jojje Jönsson      | – Knut Gribb / Direktör Pelle Blomberg                        |
| Siw Carlsson       | – Fru Inez Olsson                                             |
| Annika Andersson   | – Elisabet "Bettan" Olsson                                    |
| Ingrid Janbell     | – Marlyn Svensson från Stockholm                              |

## Trivia
"Hemlighuset" är i original skriven av Curt Peterson och hette från början "Spell-ôlja" (ett dialektalt uttal av "spill-olja"). Krister Claesson gjorde en manusbearbetning och passade även på att byta namn till "Hemlighuset".
Tina Leijonberg var menad att spela Marlyn, men hon skadade sig när hon deltog i Fångarna på fortet, så hon blev ersatt av Ingrid Janbell.